# To the Faithful Departed
To the Faithful Departed – trzeci album zespołu The Cranberries wydany w roku 1996. Powstał dla uczczenia pamięci Danny’ego Cordella – przyjaciela zespołu oraz Joe O'Riordana (dziadka wokalistki), którzy zginęli w roku wydania albumu. Wszystkie teksty i muzykę napisała Dolores O’Riordan, oprócz utworów 2, 8, 9 i 12, do których muzykę napisała wraz z Noelem Hoganem. W 2002 roku pojawiło się drugie wydanie tego albumu wzbogacone o dodatkowe utwory. Jeden z nich, „Ave Maria”, zaśpiewany w duecie z Luciano Pavarottim, dotarł do czwartego miejsca listy Billboard 200. Album zajął 2. miejsce na brytyjskiej liście sprzedaży UK Albums Chart
To the Faithful Departed to album mroczniejszy i bardziej gitarowy niż wcześniejsze nagrania zespołu. Pokrył się poczwórną platyną na Tajwanie, potrójną w Kanadzie i Nowej Zelandii i podwójną w Austrii, Francji, Hongkongu, Malezji i USA. W Polsce uzyskał status złotej płyty. Do dziś sprzedano ponad 6 milionów jego egzemplarzy.
Pochodzą z niego m.in. takie single jak „Salvation”, „Free To Decide” i „When You’re Gone”. 
Na wielu wersjach albumu po „The Rebels”, na miejscu ósmym pojawia się ponad dwuminutowy utwór „Intermission”, a po „Joe”, na miejscu czternastym, utwór „Cordell”. 

## Lista utworów
1. „Hollywood” – 5:08
2. „Salvation” – 2:23
3. „When You’re Gone” – 4:56
4. „Free to Decide” – 4:25
5. „War Child” – 3:50
6. „Forever Yellow Skies” – 4:09
7. „The Rebels” – 3:20
8. „Intermission” – 2:08
9. „I Just Shot John Lennon” – 2:41
10. „Electric Blue” – 4:51
11. „I’m Still Remembering” – 4:48
12. „Will You Remember?” – 2:49
13. „Joe” – 3:22
14. „Bosnia” – 5:40

W 2002 roku pojawiło się drugie wydanie albumu, na którym znalazły się dodatkowe utwory
1. „Cordell” – 3:41
2. „The Picture I View” – 2:28
3. „Ave Maria” (Luciano Pavarotti z Dolores O’Riordan (na żywo)) – 4:13
4. „Go Your Own Way” (cover zespołu Fleetwood Mac) – 4:03
5. „God Be with You” (Dolores O’Riordan solo) – 3:34

## Twórcy
- Dolores O’Riordan – śpiew, gitara
- Noel Hogan – gitara
- Mike Hogan – gitara basowa
- Fergal Lawler – perkusja

Gościnnie
- Randy Raine-Reusch – khaen w utworze „Free to Decide”